# Teodoro Falcón
Teodoro Falcón Márquez (Sevilla, 1941) es un historiador del arte y catedrático universitario español, desde su jubilación en la Universidad de Sevilla, profesor emérito-contratado en la misma.

## Biografía
Teodoro Falcón desarrolló su formación en la universidad sevillana, donde se doctoró en Historia en 1971. Vinculado siempre a la hispalense, ya era profesor ayudante en 1965, alcanzando la cátedra en 2001 e impartiendo Arte Español Moderno. Es miembro del Centro de Investigación de la Historia de la Arquitectura Andaluza (Universidad de Sevilla) y fue miembro del grupo de investigación del Plan Nacional I+D+i de la Universidad de Málaga dos años (2010-2012). Además, ha recibido diversos premios como el Ciudad de Sevilla y  Archivo Hispalense, o el José de las Cuevas con el que le reconoció la Diputación Provincial de Cádiz.

## Obra
Además de múltiples artículos en revistas especializadas y participación en obras colectivas, destacan entre su obra los libros publicados sobre la arquitectura sevillana, tanto civil como religiosa:
- Casas sevillanas desde la Edad Media hasta el Barroco. Maratania: 2012. ISBN 978-84-935339-8-4
- La Iglesia de San Nicolás de Bari de Sevilla. Diputación de Sevilla, Servicio de Publicaciones: 2008
- La casa de Jerónimo Pinelo: sede de las Reales Academias Sevillanas de Buenas Letras y Bellas Artes. Sevilla: Fundación Aparejadores, 2006. ISBN 84-95278-81-2
- El Palacio de las Dueñas y las casas-palacios sevillanas del siglo XVI. Sevilla: Fundación Cultural del Colegio Oficial de Aparejadores y Arquitectos Técnicos, 2003. ISBN 84-95278-47-2
- Arquitectura barroca en Jerez. Jerez de la Frontera: Confederación Española de Centros de Estudios Locales, 1993. ISBN 84-600-8680-1
- La Giralda: rosa de los vientos, Sevilla: Diputación Provincial, 1989. ISBN 84-7798-025-X
- Los Faros de la Costa Atlántica Andaluza, Sevilla: Consejería de Obras Públicas y Transportes, Centro de Estudios Territoriales y Urbanos, 1989. ISBN 84-87001-20-3
- La torre del Oro. Sevilla: Diputación Provincial, 1983. ISBN 84-500-9121-7
- El aparejador en la historia de la arquitectura. Sevilla: Colegio Oficial de Aparejadores y Arquitectos Técnicos, 1981. ISBN 84-500-4466-9
- La Catedral de Sevilla. Sevilla: Diputación Provincial de Sevilla, 1980. ISBN 84-500-4117-1